# Čmelíny
Obec Čmelíny (německy Stmelin) se nachází v okrese Plzeň-jih, kraj Plzeňský. Leží pět kilometrů východně od Nepomuku, obcí protéká potok Víska. Žije zde 132 obyvatel.

## Geografická poloha
Čmelíny se nachází v nadmořské výšce 444 m n. m. Okolní vesnice jsou: Liškov na severu, Víska a Kladrubce na východě, Podhůří na jihu, Mohelnice na jihozápadě a Tojice na západě.

## Historie
První písemná zmínka o obci pochází z roku 1384.
V letech 1961–1991 byla vesnice spolu se svou částí Víska součástí obce Mohelnice a od 1. ledna 1992 se stala samostatnou obcí.

## Pamětihodnosti
- Kaple Panny Marie na návsi
- Rýžoviště

Severně od obce v lese se nachází přírodní památka Bouřidla.

## Části obce
- Čmelíny
- Víska